# Coliforme bakterier
Coliforme bakterier defineres som stavformede Gramnegative ikke-sporedannere (se billederne), der kan forgære laktose med syre- og gasproduktion ved 35-37°C. Visse coliforme bakterier lever i pattedyrs tyktarm. Er de til stede i f.eks. drikkevand, er det udtryk for fækal forurening. 
Der er ca. ti gange så mange coliforme bakterier i menneskets tarm som antallet af menneskets celler. Det store antal bakterier i dyr og mennesker medfører derfor at coliforme bakterier er vidt udbredt overalt i naturen.
De coliforme bakterier har flere gavnlige funktioner i tarmen som produktion af K-vitamin, men de kan give infektioner på andre slimhinder, hvis de utilsigtet kommer her. Nogle varianter som VTEC er patogene.
Typiske slægter omfatter:
- Citrobacter,
- Enterobacter
- Escherichia (Escherichia coli udgør mængdemæssigt typisk 10% i menneskers tyktarm)
- Hafnia
- Klebsiella
- Serratia

## Sundhedsindikator
Coliforme bakterier bruges til at indikere sundhedsrisiko ved drikkevand og fødevarer, da der så også kan være sygdomsfremkaldende tyktarmsbakterier.

## Menneskers tre enterotyper
Menneskers enterotype dvs. tarmbakterieflora eller bakterieøkosystem indeholder tre enterotyper baseret på den fremherskende mikroorganisme: 
- Bacteroides,
- Prevotella og
- Ruminococcus.[9]

Forskningen er baseret på personer fra Europa, Asien og Amerika – bl.a. fra Danmark og Nordamerika. Entero-profilerne varierer uafhængigt af køn, kostvaner, alder, nationalitet og BMI og man ved ikke, hvorfor der kun er tre enterotyper. 

## Ekstern link
- Portrætter af verdens 12 farligste bakterier
- Mavetarmsystemet. Biotech Academy (Webside ikke længere tilgængelig)